# Sealy (Teksas)
Sealy – miasto w Stanach Zjednoczonych, w stanie Teksas, w hrabstwie Austin.

## Demografia
Według przeprowadzonego przez United States Census Bureau spisu powszechnego w 2010 miasto liczyło 6 019 mieszkańców, co oznacza wzrost o 14,7% w porównaniu do roku 2000. Natomiast skład etniczny w mieście wyglądał następująco: Biali 71,2%, Afroamerykanie 12,1%, Azjaci 0,7%, pozostali 16,0%. Kobiety stanowiły 51,6% populacji.